# Габор Хорват (байдарочник)
Габор Хорват (угор. Horváth Gábor; 15 листопада 1971, Будапешт) — угорський весляр-байдарочник, виступав за збірну Угорщини на початку 1990-х — наприкінці 2000-х років. Дворазовий олімпійський чемпіон, триразовий чемпіон світу, дворазовий чемпіон Європи, переможець багатьох регат національного та міжнародного значення.

## Життєпис
Габор Хорват народився 15 листопада 1971 року в Будапешті. Активно займатися веслуванням на байдарці почав у ранньому дитинстві, проходив підготовку в будапештському спортивному клубі «Хонвед».
Першого серйозного успіху на дорослому міжнародному рівні досягнув 1993 року, коли потрапив до основного складу угорської національної збірної і побував на чемпіонаті світу в Копенгагені, звідки привіз срібну й бронзову нагороди, які виграв у змаганнях чотиримісних байдарок на дистанціях 500 і 1000 метрів відповідно. Рік по тому виступив на світовій першості в Мехіко і взяв бронзу в четвірках на п'ятистах метрах.
Завдяки низці вдалих виступів удостоївся права захищати честь країни на літніх Олімпійських іграх 1996 року в Атланті — у програмі чотиримісних байдарок на дистанції 1000 метрів спільно з партнерами Андрашом Райною, Ференцом Чіпешом і Аттілою Адровіцом завоював срібну медаль, поступившись у фіналі лише екіпажу з Німеччини.
1997 року на чемпіонаті світу в канадському Дартмуті Хорват здобув бронзову нагороду у двійках на п'ятистах метрах і срібну в четвірках на двохстах. У наступному сезоні на домашній світовій першості в Сегеді став бронзовим призером у півкілометрової гонці двомісних байдарок. Ще через рік на аналогічних змаганнях у Мілані тричі піднімався на п'єдестал пошани: посів друге місце в двійках на п'ятистах метрах, третє в четвірках на п'ятистах метрах і перше в четвірках на тисячі метрів. 2000 року здобув срібло на чемпіонаті Європи в Познані і, бувши одним з лідерів команди веслярів Угорщини, успішно пройшов кваліфікацію на Олімпійські ігри в Сіднеї. У складі чотиримісного екіпажу, до якого також увійшли веслярі Акош Верецкеї, Золтан Каммерер і Ботонд Шторц, завоював золоту олімпійську медаль.
На чемпіонаті світу 2001 року в польській Познані в четвірках Хорват виграв золоту медаль на двохстах метрах і срібну на тисячі, крім того, на турнірі в Мілані став чемпіоном Європи у дисципліні K-4 200 м. Через рік на світовій першості в іспанській Севільї здобув бронзу за виступ у заліку байдарок-четвірок на дистанції 200 м, при цьому на чемпіонаті Європи в Сегеді, також у четвірках, показав третій результат на двохстах метрах і другий на тисячі. У 2004 році знову завоював титул чемпіона Європи й вирушив представляти країну на Олімпійських іграх в Афінах, де повторив успіх чотирирічної давнини, з тими ж партнерами у тій самій дисципліні знову виборов золоту медаль.
Після афінської Олімпіади Габор Хорват залишився в основному складі угорської національної збірної й продовжив брати участь у найбільших міжнародних регатах. Так, 2006 року він виступив на домашній світовій першості в Сегеді, здобувши там золоту медаль в четвірках на тисячі метрів і ставши таким чином триразовим чемпіоном світу. Останній раз досягнув значного результату на чемпіонаті Європи 2007 року в іспанській Понтеведрі, де виграв срібну нагороду в кілометровій гонці чотиримісних екіпажів.
За видатні спортивні досягнення неодноразово удостоювався державних нагород і премій, зокрема нагороджений золотим хрестом ордена Заслуг (1996), офіцерським (2000) і великим (2004) хрестами. Не слід плутати його з гребцем-каноїстом Габором Хорватом, який теж виступав у веслувальній збірній Угорщини приблизно тоді ж.